# جبار كندي
جبار كندي (بالفارسية: جبارکندی) هي قرية تقع في أذربيجان الغربية في إيران. يقدر عدد سكانها بـ 0 نسمة بحسب إحصاء 2016.